# Cameron (Missouri)
Pour les articles homonymes, voir Cameron.
Cameron est une ville des comtés de Clinton, Caldwell et DeKalb, dans le Missouri, aux États-Unis,. Située en limite des trois comtés, elle est fondée en 1854 et incorporée en 1867.

## Démographie
Lors du recensement de 2010, la ville comptait une population de 9 933 habitants. Elle est estimée, en 2016, à 9 788 habitants.

## Source de la traduction
- (en) Cet article est partiellement ou en totalité issu de l’article de Wikipédia en anglais intitulé « Cameron, Missouri » (voir la liste des auteurs).